# Elatia
Elatia (in greco Ελάτια?) è un ex comune della Grecia nella periferia delle Isole Ionie (unità periferica di Zante) con 2.503 abitanti secondo i dati del censimento 2001.
È stato soppresso a seguito della riforma amministrativa, detta Programma Callicrate, in vigore dal gennaio 2011 ed è ora compreso nel comune di Zante.